# 小坂忠広
小坂忠広（こさか ただひろ）は、日本の男子競歩の元選手である。1988年、1992年、1996年の3回連続の夏季オリンピックに日本代表として出場した。 

## 経歴
和歌山県日高郡龍神村（現 田辺市）出身。和歌山県立日高高等学校の2年３年生時に全国高等学校駅伝競走大会に出場し、アンカーとして活躍した。その後、順天堂大学に進学し、卒業後は1988年ソウルオリンピック、1992年バルセロナオリンピック、1996年アトランタオリンピックに出場した。2012年ロンドンオリンピックでは陸上競技日本選手団のコーチを務めた。

## 実績
| 年   | 大会                         | 会場                       | 結果 | 補足  |
| ---- | ---------------------------- | -------------------------- | ---- | ----- |
| 1988 | 1988年ソウルオリンピック     | 大韓民国、ソウル           | 47位 | 20 km |
| 1988 | 1988年ソウルオリンピック     | 大韓民国、ソウル           | 31位 | 50 km |
| 1990 | 1990年アジア競技大会         | 中華人民共和国、北京       | 3位  | 50 km |
| 1991 | 1991年世界陸上競技選手権大会 | 日本、東京都               | 13位 | 50 km |
| 1992 | 1992年バルセロナオリンピック | スペイン、バルセロナ       | 24位 | 50 km |
| 1994 | 1994年アジア競技大会         | 日本、広島市               | 3位  | 50 km |
| 1996 | 1996年アトランタオリンピック | アメリカ合衆国、アトランタ | 29位 | 50 km |

## 参照資料
- スポーツ参照